# 2022年馬德里峰會
2022年马德里峰会是2022年6月28日至30日在西班牙马德里召開的会议，北约成员国的国家元首、政府首脑以及非北約的日本、韩国、澳大利亚和新西兰亚太四国领导人出席此次會議。

## 內容
峰會主要討論2022年俄羅斯入侵烏克蘭、芬兰和瑞典入盟申請事宜，此次峰會決定将北约反应部队的規模再扩大六倍。 另外此次峰會北约联盟提出新的《战略概念》，指出“俄罗斯的侵略是最重大和直接的威胁”，“中华人民共和国對北約的安全、利益和价值观构成系统性挑战”以及俄中两国“不断深化的战略伙伴关系”是北约的主要关注事项。